# Sie Jü-ťie
Sie Jü-ťie (čínsky pchin-jinem Xiè Yǔjié, znaky 謝語倢), dříve hrající pod jménem Sie Šu-jing, (čínsky pchin-jinem Xiè Shūyìng, znaky 謝淑映, * 23. července 1993 Kao-siung) je tchajwanská profesionální tenistka, deblová specialistka a mladší sestra tenistů Sie Šu-wej a Sie Čcheng-pchenga. Ve své dosavadní kariéře na okruhu WTA Tour nevyhrála žádný turnaj. V sérii WTA 125K triumfovala na jednom deblovém turnaji. V rámci okruhu ITF získala osm titulů ve čtyřhře.
Na žebříčku WTA byla ve dvouhře nejvýše klasifikována v únoru 2012 na 830. místě a ve čtyřhře pak v říjnu 2019 na 129. místě. Trénuje ji Sie Čcheng-jin.

## Tenisová kariéra
V rámci hlavních soutěží událostí okruhu ITF debutovala v listopadu 2007, když na turnaj v tchajwanském Tchao-jüanu s dotací 50 tisíc dolarů obdržela divokou kartu. V úvodním kole podlehla Japonce Tomoje Takagišiové z šesté světové stovky. Ve čtyřhře odešla se sestrou Sie Šu-wej poražena z finále od dvojice sourozenkyň Chao-čching a Čang-jun Čanových. Premiérový titul v této úrovni tenisu vybojovala během dubna 2012 na wenšanském turnaji s rozpočtem 50 tisíc dolarů. Ve finále čtyřhry se Sie Šu-wej zdolaly Číňanky Liou Wan-tching a Sü I-fan.
Na okruhu WTA Tour debutovala čtyřhrou na Malaysian Open 2012, kde se Sie Šu-wej skončily v prvním kole s pozdějšími finalistkami Čan Chao-čching a Rikou Fudžiwarovou. Premiérové finále na okruhu WTA Tour odehrála v deblové soutěži soulského Korea Open 2018. V boji o titul se Sie Šu-wej prohrály s Korejkami Čchö Či-hui a Han Na-re. Podruhé v závěrečném duelu čtyřhry neuspěly na Toray Pan Pacific Open 2019 v Tokiu proti sestrám Chanovým.

## Finále na okruhu WTA Tour
| Legenda                                      |
| -------------------------------------------- |
| D – dvouhra; Č – čtyřhra                     |
| Grand Slam (0)                               |
| Turnaj mistryň (0)                           |
| Premier Mandatory & Premier 5 / WTA 1000 (0) |
| Premier / WTA 500 (0–1 Č)                    |
| International / WTA 250 (0–1 Č)              |

### Čtyřhra: 2 (0–2)
| Stav       | č. | datum         | turnaj            | povrch | spoluhráčka | soupeřky ve finále           | výsledek |
| ---------- | -- | ------------- | ----------------- | ------ | ----------- | ---------------------------- | -------- |
| Finalistka | 1. | 23. září 2018 | Soul, Jižní Korea | tvrdý  | Sie Šu-wej  | Čchö Či-hui Han Na-re        | 3–6, 2–6 |
| Finalistka | 2. | 21. září 2019 | Tokio, Japonsko   | tvrdý  | Sie Šu-wej  | Latisha Chan Čan Chao-čching | 5–7, 5–7 |

## Finále série WTA 125
| Legenda                  |
| ------------------------ |
| D – dvouhra; Č – čtyřhra |
| WTA 125 (1–1 Č)          |

### Čtyřhra: 2 (1–1)
| Stav       | č. | datum         | turnaj                  | povrch | spoluhráčka     | soupeřky ve finále                 | výsledek      |
| ---------- | -- | ------------- | ----------------------- | ------ | --------------- | ---------------------------------- | ------------- |
| Vítězka    | 1. | listopad 2017 | Honolulu, Spojené státy | tvrdý  | Sie Šu-wej      | Asia Muhammadová Eri Hozumiová     | 6–1, 7–6(7–3) |
| Finalistka | 1. | srpen 2021    | Chicago, Spojené státy  | tvrdý  | Mona Barthelová | Eri Hozumiová Peangtarn Plipuečová | 5–7, 2–6      |

## Finále na okruhu ITF
| Dotace turnajů okruhu ITF | Dotace turnajů okruhu ITF |
| ------------------------- | ------------------------- |
| 100 000 $ tournaments     | 80 000 $ tournaments      |
| 75 000 $ tournaments      | 60 000 $ tournaments      |
| 50 000 $ tournaments      | 25 000 $ tournaments      |
| 15 000 $ tournaments      | 10 000 $ tournaments      |

### Čtyřhra (8 titulů)
| Č. | datum           | turnaj                    | povrch | spoluhráčka       | soupeřky ve finále                       | výsledek              |
| -- | --------------- | ------------------------- | ------ | ----------------- | ---------------------------------------- | --------------------- |
| 1. | 9. dubna 2012   | Wen-šan, Čína             | tvrdý  | Sie Šu-wej        | Liou Wan-tching Sü I-fan                 | 6–3, 6–2              |
| 2. | 21. května 2012 | Karuizawa, Japonsko       | tráva  | Kumiko Iidžimová  | Samantha Murrayová Emily Webley-Smithová | 3–6, 7–6, [10–1]      |
| 3. | 24. března 2014 | Osprey, Spojený státy     | antuka | Rika Fudžiwarová  | Irina Falconiová Eva Hrdinová            | 6–3, 6–7(5–7), [10–4] |
| 4. | 8. října 2016   | Porto, Portugalsko        | antuka | Sie Šu-wej        | Francisca Jorgeová Rita Vilaçová         | 6–3, 6–4              |
| 5. | 10. června 2017 | Hammámet, Tunisko         | antuka | Wu Fang-sien      | Fernanda Britová Noelia Zeballosová      | 5–7, 6–3, [11–9]      |
| 6. | 26. ledna 2019  | Plantation, Spojený státy | antuka | Li Pchej-čchi     | Olga Govorcovová Jada Robinsonová        | 6–1, 6–4              |
| 7. | 9. června 2019  | Tegu, Jižní Korea         | tvrdý  | Li Pchej-čchi     | Čchö Či-hui Han Na-re                    | 6–3, 7–6(7–5)         |
| 8. | listopad 2021   | Funchal, Portugalsko      | tvrdý  | Alicia Barnettová | Inês Murtaová Daniela Vismaneová         | 6–1, 3–6, [10–8]      |